# Secció de bàsquet del Futbol Club Barcelona Plantilla 2011-2012
| FC Barcelona - Plantilla 2011-2012 |                         |            |              |            |
| Núm.                               | Jugador                 | Posició    | Nacionalitat | Alçada (m) |
| 8                                  | Víctor Sada             | Base       | Catalunya    | 1,93       |
| 9                                  | Marcelinho Huertas      | Base       | Brasil       | 1,90       |
| 11                                 | Joan Carles Navarro     | Escorta    | Catalunya    | 1,91       |
| 13                                 | Kosta Perović           | Pivot      | Sèrbia       | 2,18       |
| 17                                 | Fran Vázquez            | Aler pivot | Galícia      | 2,09       |
| 18                                 | Charles Judson Wallace  | Aler pivot | Estats Units | 2,06       |
| 20                                 | Joe Ingles              | Aler       | Austràlia    | 2,03       |
| 21                                 | Boniface Ndong          | Pivot      | Senegal      | 2,13       |
| 22                                 | Xavier Rabaseda Bertran | Aler       | Catalunya    | 2,01       |
| 25                                 | Erazem Lorbek           | Pivot      | Eslovènia    | 2,08       |
| 31                                 | Chuck Eidson            | Aler       | Estats Units | 1,92       |
| 33                                 | Pete Mickeal            | Aler       | Estats Units | 1,98       |

- Jugadors del planter habituals al primer equip:
  -  Àngel Aparicio
- Cos tècnic:[1]
  -  Xavier Pascual (1r entrenador)
  -  Josep Berrocal i  Agustí Julbe (ajudants)
  -  Toni Caparrós (preparador físic)
  -  Dr. Gil Rodas (metge)
  -  Xavier Montolio (delegat)
  -  Toni Bové (fisioterapeuta)
  -  Eduard Torrent (massatgista)
  -  Íñigo Zorzano